# Ходжамкули-бек Балхи
Ходжамкули-бек Балхи (перс. خواجم قلى بيك بلخى‎), известный как  Кипчакхан (قبچاقخان; 1660 — 1730) — узбекский историк эпохи Бухарского ханства.

## Биография
Историк Ходжамкули-бек Балхи сын Кипчак-хана из рода кипчак, родился в 1660 году в Балхе. Отца звали Имамкули, он был кушбеги узбекского хана Субханкули-хана. Начальное образование получил в Балхе.
Его главное сочинение «Та’рих-и Кипчакхани» (перс. تاریخ قبچاق خاني‎ — «Кипчакханова история»), написано на персидском языке в 1722—1725 годах и содержит описание политических событий, происходивших в Средней Азии в эпоху Шибанидов, начиная от Абулхайир-хана до Абдулмуминхана, а также Аштарханидов Абдулазизхана, Субханкулихана. Сочинение состоит из введения, 9 глав и заключения.
«Та’рих-и Кипчакхани» начинается с изложения воцарения в степях узбекского хана Абулхайр-хана, излагаются основные события из жизни этого правителя. Он сообщает, что отец узбекского хана Шейбани-хана Шах-Будаг-султан «был государем щедрым и могучим. По его поручению делались переводы с фарси на языки тюрки».
Умер в 1730 году.